# Приморский (Самарская область)
Примо́рский — посёлок в Ставропольском районе Самарской области. Административный центр сельского поселения Приморский.

## География
Посёлок находится на берегу Волги, на расстоянии 17 км к западу от города Тольятти, административного центра района.

## Население
| 2010  | 2012  | 2013  | 2014  | 2015  | 2016  | 2017  |
| ----- | ----- | ----- | ----- | ----- | ----- | ----- |
| 1348  | ↗1494 | ↗1713 | ↗1846 | ↗2016 | ↗2180 | ↗2317 |
| 2018  | 2019  | 2020  | 2021  |       |       |       |
| ↗2368 | ↗2511 | ↗2598 | ↗2637 |       |       |       |